# Стояна Русінова
Пані Стояна Русінова (болг. Стоянка Георгиева Русинова) — болгарська дипломатка. Повноважний міністр Посольства Республіки Болгарія в Україні. Тимчасовий повірений у справах Болгарії в Україні (2018—2019).

## Життєпис
У 2007 році була Тимчасовим повірений у справах Болгарії в Узбекистані.
Консул-радник Посольства Республіки Болгарія у Казастані. У 2012 році була Тимчасовий повірений у справах Болгарії в Казахстані, після смерті посла Болгарії в Казахстані Стояна Ризова.
Повноважний міністр Посольства Республіки Болгарія в Україні. У 2018—2019 рр. — Тимчасовий повірений у справах Болгарії в Україні.
З 2019 року — державний експерт Міністерства закордонних справ Республіки Болгарія.